# Дело Ксении Петровой
Дело Ксении Петровой — уголовный процесс, проходящий в Соединённых Штатах Америки в отношении сотрудницы Гарвардской медицинской школы, Ксении Петровой. Процесс был начат после обнаружения в её багаже биоматериалов (эмбрионов лягушек рода Xenopus) без соответствующего таможенного декларирования при возвращении из Франции в феврале 2025 года.
Вместо обычного наказания за ошибку в декларации штрафа до 500 долларов ее виза в США была аннулирована в международном аэропорту Логан. Заявив, что в случае депортации в Россию ей грозит политическое преследование, Ксения Петрова была помещена сначала в миграционный изолятор в Вермонте, а затем переведена в исправительный центр в Луизиане. 14 мая 2025 года федеральная прокуратура официально обвинила её в попытке контрабанды товаров на территорию Соединённых Штатов. После слушания у федерального судьи в Бостоне. 12 июня 2025 года Петрову отпустили под залог. В настоящее время Петровой предъявлены обвинения по трём статьям: контрабанда, сокрытие существенного факта и дача ложных показаний.